# L'Aigle (yacht)
Pour les articles homonymes, voir Aigle (homonymie).

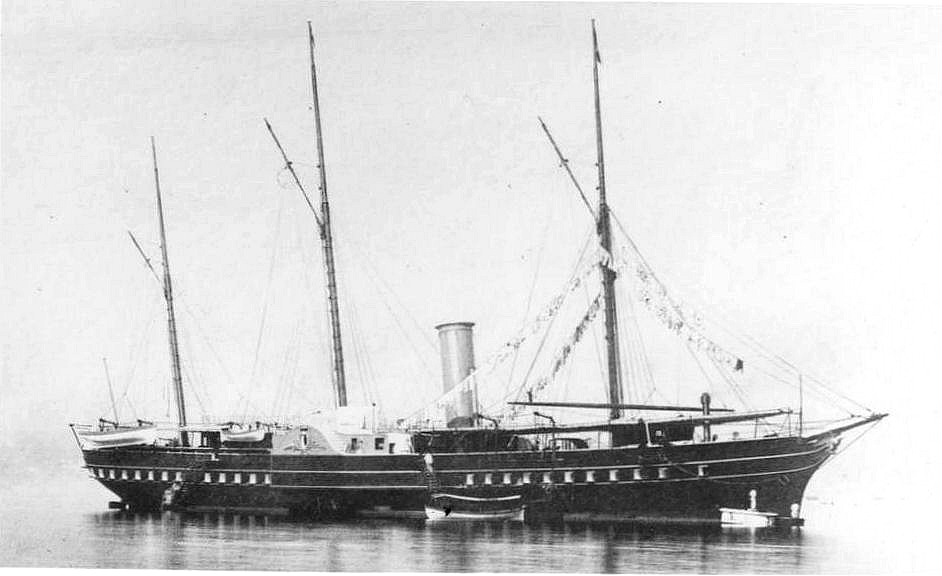
L'Aigle à Port-Saïd pour l'inauguration du Canal de Suez en novembre 1869.

L'Aigle est le yacht que l'empereur des Français Napoléon III fait construire à Cherbourg à partir de 1857 pour remplacer La Reine Hortense qui était le yacht impérial jusque là. Il est mis à l'eau fin mai 1859 et prêt au service en décembre.

## Description
Le bâtiment, construit d'après les plans de Henri Dupuy de Lôme, directeur du matériel au Ministère de la Marine, possède deux mats principaux et un plus petit d'artimon. Sa propulsion est assurée principalement par un moteur à vapeur construit par Mazeline et Comp qui actionne deux roues à aubes. Il peut atteindre 15 nœuds.
Ses caractéristiques sont :
- longueur totale : 90 m
- flottaison : 82 m
- largeur : 10,50 m
- largeur aux roues : 17,50 m
- tirant d'eau en charge : 4,40 m
- nombre de cylindres à vapeur : 2
- diamètre des cylindres : 2 m
- course des pistons : 1,80 m

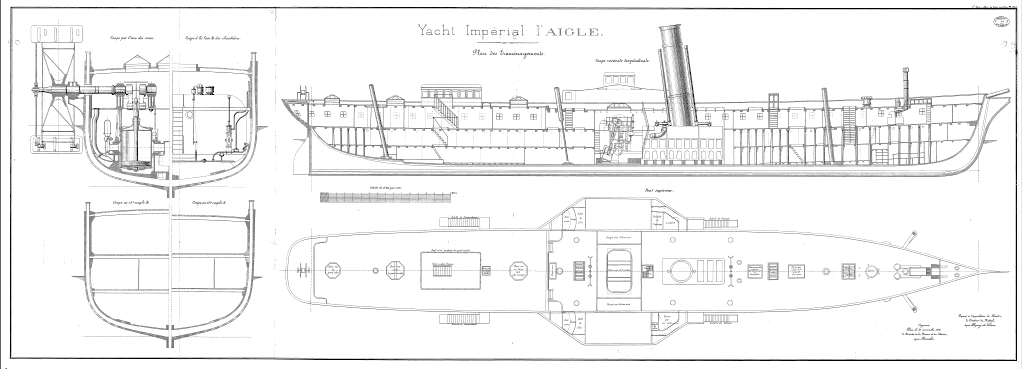
Plan du bateau.

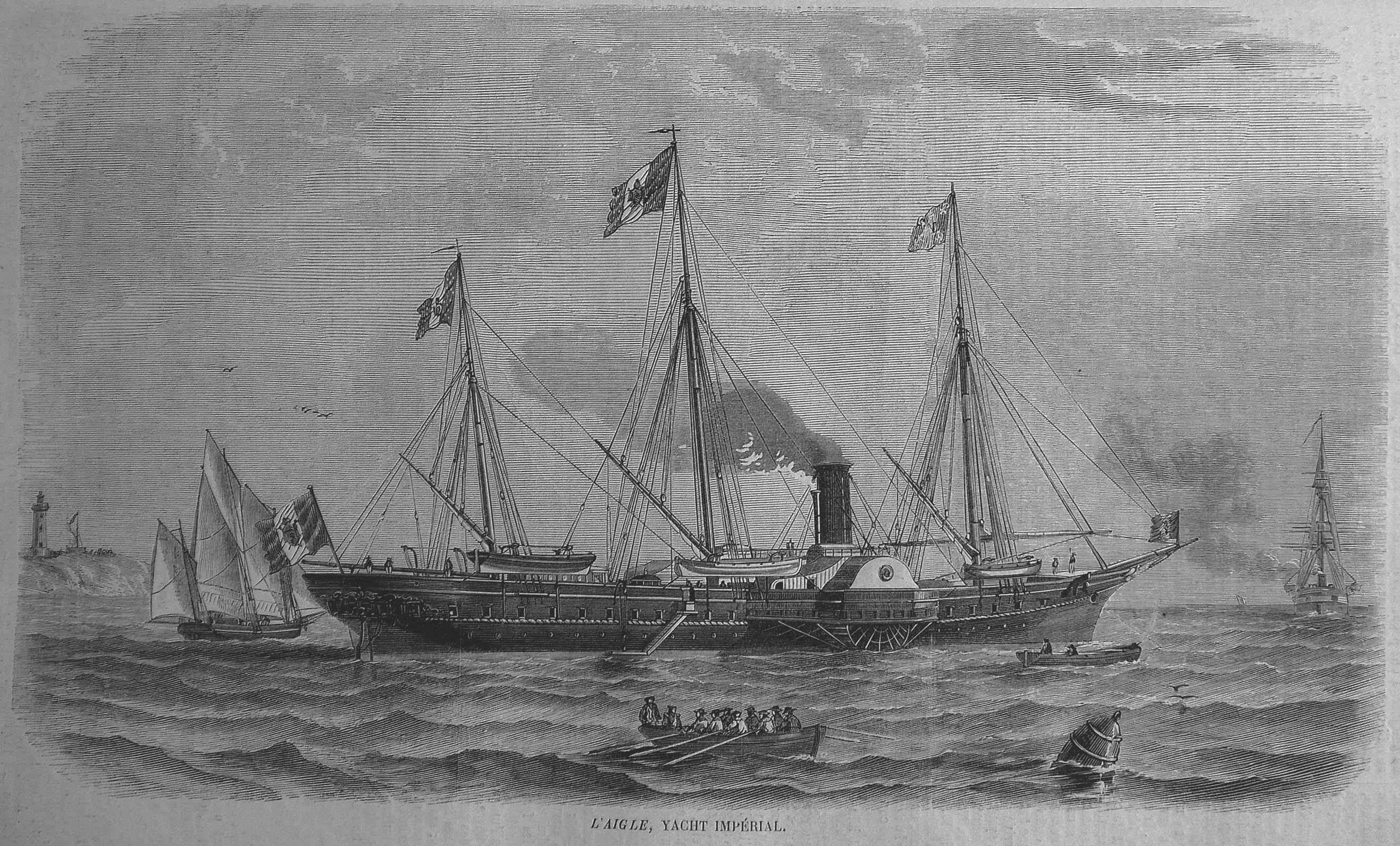
Gravure publiée dans L'Illustration, n864, 17 septembre 1859.

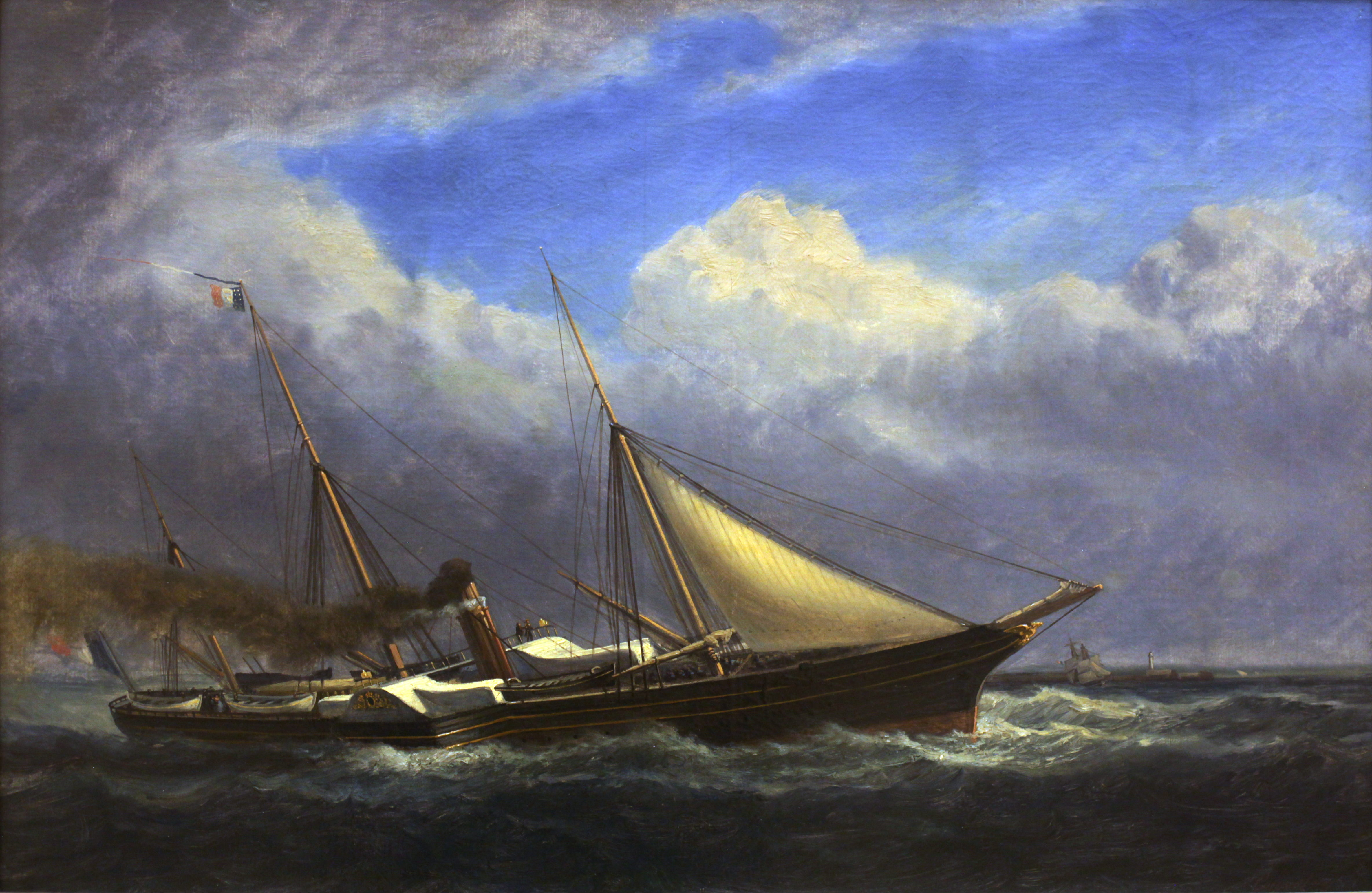
L'Aigle, tableau d'Adolphe-Hippolyte Couveley, 1860.

- diamètre des roues hors pales : 9 m
- puissance : 2 x 500 chevaux vapeur

Il est commandé par le contre-amiral Augustin Dupouy jusqu'en 1868, puis par le vice-amiral Jules de Surville.

## Navigation
Après des essais en rade de Cherbourg à partir du 19 juin 1859, il appareille le 12 juin 1860 vers Toulon où il arrive le 27. Napoléon III embarque pour se rendre à Alger, arrivée le 17 septembre. Le 3 mai 1865, l'empereur se rend à nouveau à Alger.
Après plusieurs voyages en mer Méditerranée, il transporte l'impératrice Eugénie en Égypte en octobre 1869, pour l'inauguration du canal de Suez. Le 17 novembre, à 8 heures du matin, l’Aigle, ayant à son bord l’impératrice, Ferdinand de Lesseps et sa famille, s’engage dans le chenal jusqu'à Ismaïlia, suivi des navires des autres souverains. Le 19 à midi, l’Aigle prend la tête du convoi jusqu'aux lacs Amers et à Suez le lendemain, d'où Lesseps envoie un télégramme à Paris : « Suez, 20 novembre, 11 heures 30 du matin. L’Aigle a mouillé dans la mer Rouge ! ».

## Destinée
Il est transformé en canonnière en 1870, puis il est classé comme corvette sous le nom Le Rapide le 31 mai 1873. Le bateau est mis en réserve puis désarmé entre 1885 et 1888. Il est rayé le 29 janvier 1891 et vendu le 6 octobre pour 103 210 francs à Cherbourg pour démolition.

## Personnalités ayant servi à son bord
- Charles de Dompierre d'Hornoy (1816-1901), commandant du navire de 1864 à 1866
- Charles Louis Fontaine (1818-1868), commissaire de la Marine, à son bord du 1er mai 1859 au 7 juin 1865